# ANFO

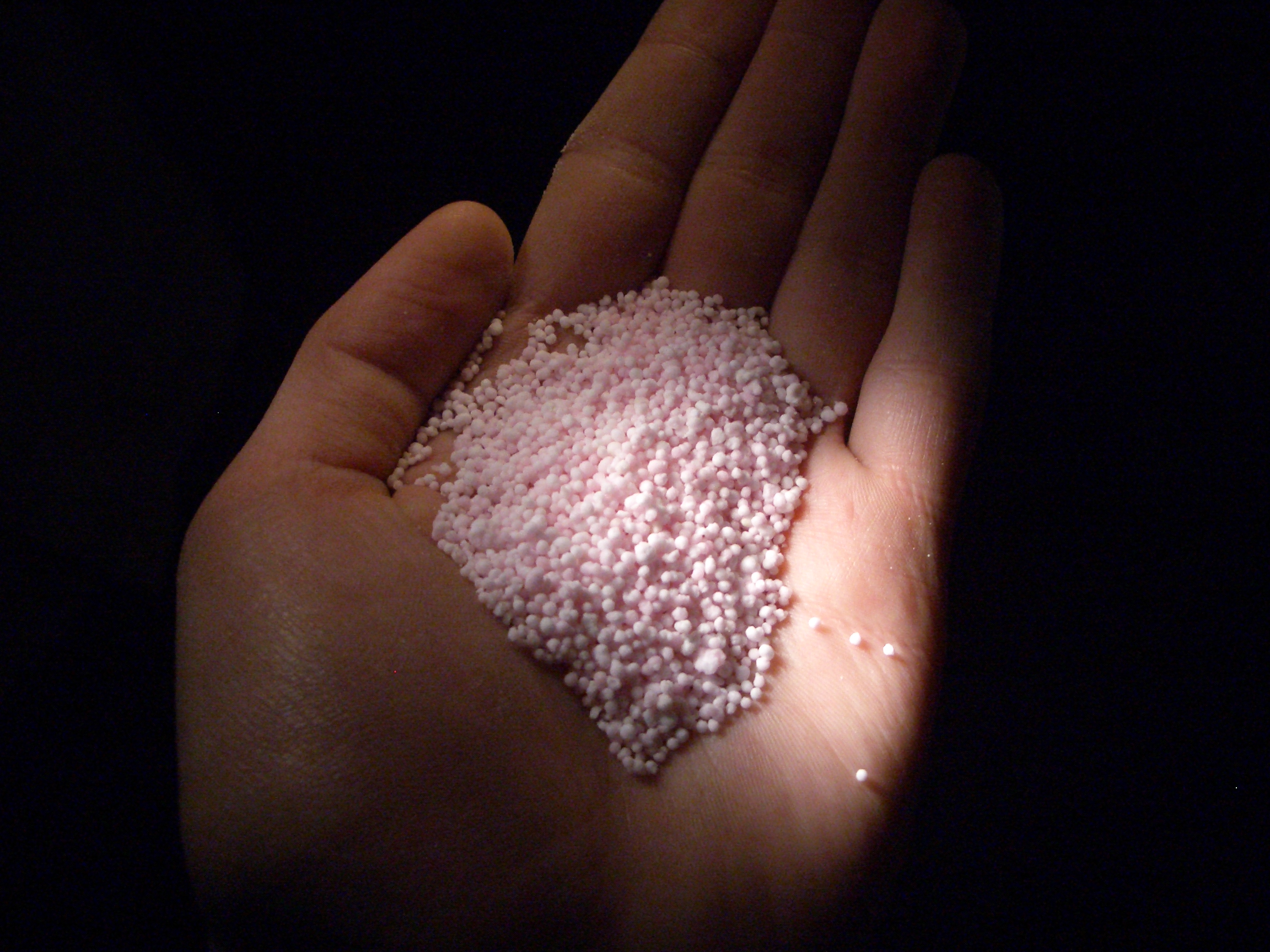
Nitrato de Amônio granulado usado numa mina de potássio pela K+S AG

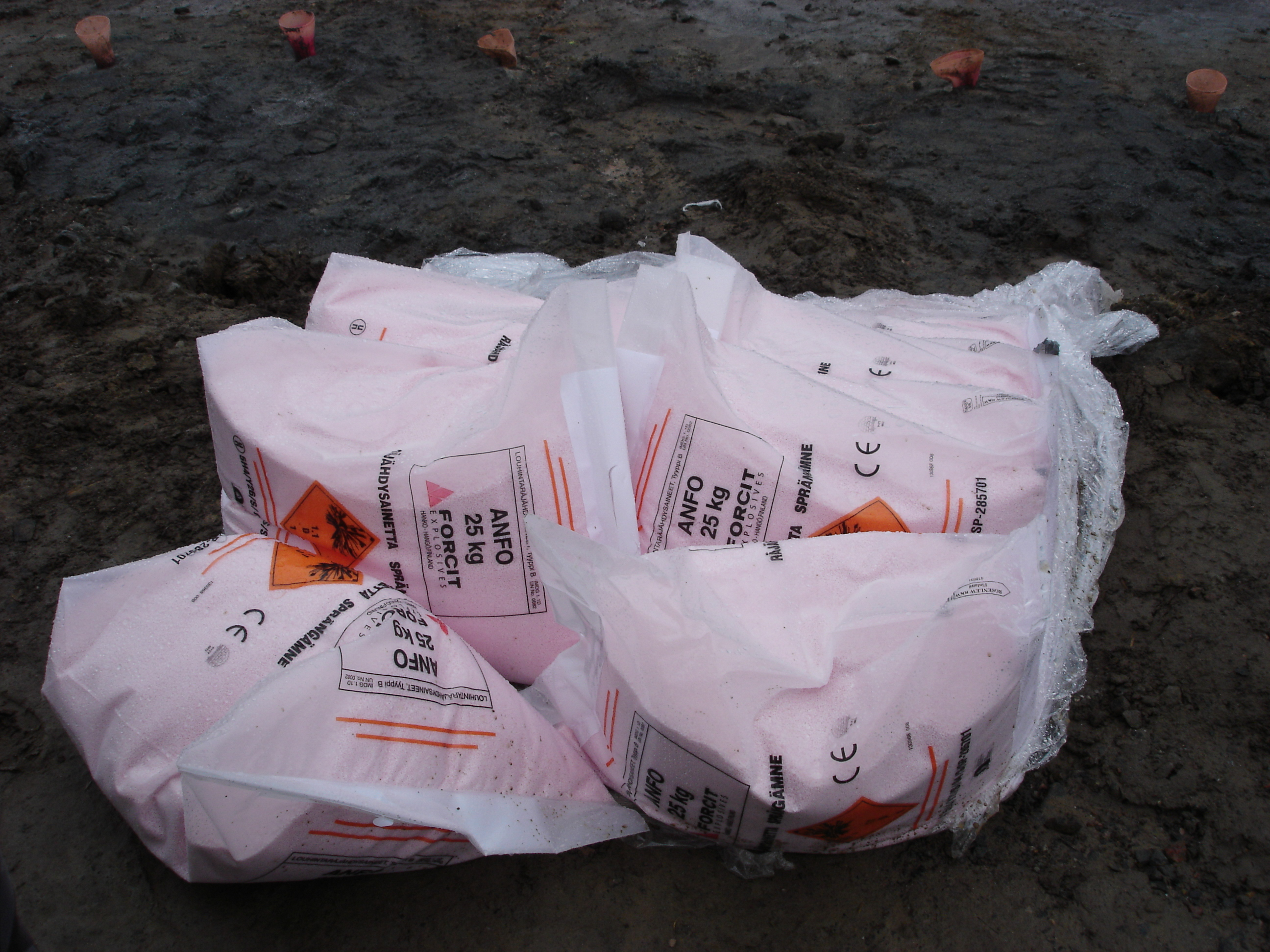
sacos contendo ANFO

ANFO, acrónimo do inglês Ammonium Nitrate / Fuel Oil, é um explosivo produzido pela mistura de hidrocarbonetos líquidos (geralmente óleo diesel, por vezes querosene), com nitrato de amônio.
consiste em 94% de nitrato de amônio granulado (NH4NO3), (AN) que atua como oxidador e absorvedor para o combustivel – com 6% de combustível fóssil.
Nos EUA é usado na agricultura, como fertilizante. Em 1970 estudantes da University of Wisconsin–Madison (Universidade Wisconsin-Madison) usaram em um protesto, é um dos primeiros usos como armamento. 
A capacidade destrutiva deste composto foi descoberta quando, em um porto no Golfo do México na década de 20, um navio de fertilizantes explodiu após vazamento de óleo diesel.
ANFO ocasionalmente foi usado por grupos como IRA, ETA e palestinos. Uma variante mais sofisticada da reação de ANFO padrão foi usado no Atentado de Oklahoma na Cidade de Oklahoma, tal forma sofisticada era a mistura de Nitrato de Amônio com o volátil Nitrometano.
Muito usado em obras civis, devido à sua alta estabilidade e segurança de armazenamento e manuseio. Só pode ser detonado com uma cápsula de Azida de chumbo ou Fulminato de mercúrio.
Ele se misturada com pó de alumínio pode aumentar a sua sensibilidade e poder destrutivo formando o ANFOAL.